# Бијацовце
Бијацовце (слч. Bijacovce) насељено је мјесто са административним статусом сеоске општине (слч. obec) у округу Љевоча, у Прешовском крају, Словачка Република.

## Становништво
| Година:    | 1994. | 2004.   | 2014.    | 2024.   |
| ---------- | ----- | ------- | -------- | ------- |
| Број људи: | 775   | 838     | 929      | 971     |
| Разлика:   |       | +8,12 % | +10,85 % | +4,52 % |

| Година:    | 2023. | 2024.   |
| ---------- | ----- | ------- |
| Број људи: | 970   | 971     |
| Разлика:   |       | +0,10 % |

Према подацима о броју становника из 2011. године насеље је имало 922 становника.